# Parque Botânico de São Luís
O Parque Botânico Vale em São Luís é um parque municipal na cidade de São Luís, capital do Estado do Maranhão, Brasil. Fundado em 5 de julho de 2008, Dia Mundial do Meio Ambiente, ele localiza-se na região de Itaqui-Bacanga. Com um investimento de 18 milhões de reais e estrutura para atender até dez mil pessoas, o primeiro parque botânico construído na cidade é um espaço voltado ao lazer, pesquisa, cultura e educação ambiental.

## Características do município
- Latitude: -02° 31' 47
- Longitude: 44° 18' 10
- Localizada em uma ilha, a cidade de São Luís possui vegetação tipicamente litorânea com variações de manguezais. A temperatura média anual varia entre 20 e 23 graus Celsius.
- Em 2007, segundo censo do IBGE, o município possuía 957.515 habitantes em uma área de 827 Km².

## O Parque
A formação florestal margeada por matas ciliares e de várzea é a principal característica da região do Parque Botânico de São Luís.
A construção de um viveiro para abrigar até 120.000 mudas é um dos principais projetos do parque. O viveiro além de proteger espécies típicas dos ecossistemas maranhenses servirá como base para revegetação de áreas, arborização urbana e amenização paisagística.
Diferentes atividades são proporcionadas aos visitantes do parque, como oficinas temáticas, palestras, mini-cursos, apresentações musicais e culturais, trilhas ecológicas e exposições.

## Trilhas
As trilhas ecológicas são abertas ao público e apenas crianças menores de 5 anos não podem participar.
Todas as trilhas são acompanhadas por instrutores especializados na fauna e flora da região e dividem-se em:
- Trilha do Angelim - Com extensão de 404 metros essa trilha é realizada em uma mata ciliar caracterizada por buritizeiros e juçareiras (tipos de vegetação). A trilha também faz a transposição de um córrego intermitente e contempla em seu percurso a Angelim - mata, espécie de árvore que chega a medir 12 metros de altura e possui até 40 cm de diâmetro em seu tronco.

```
   Tipo de ambiente: 
Floresta
```

- Trilha da Mata Ciliar – Os 543 metros que formam essa trilha são repletos de espécies de árvores de médio porte e circundam ambientes alagados com mata ciliar. Em determinados pontos da trilha também é possível ver rastros deixados por animais.

```
   Tipo de ambiente: 
Floresta
```

- Trilha da Restauração Florestal – Com 443 metros a trilha da restauração florestal compreende uma área de recuperação e plantio de espécies regionais, como as palmeiras tradicionais e os buritizeiros.

```
   Tipo de ambiente: 
Floresta
```

## Exposições
Além das exposições esporádicas realizadas no parque existem duas exposições permanentes:
- Ecossistemas do Maranhão – Parceria entre o Parque Botânico de São Luís e a Universidade Federal do Maranhão - apresenta a diversidade natural do Estado. Três ambientes que retratam o cerrado, a costa, a floresta amazônica, a caatinga, a mata dos cocais e os campos alagados, vegetação nativa da baixada maranhense.

- Espaço Vale – Informa as ações sócio-ambientais desenvolvidas pela empresa ao redor do mundo.

## Espécies
A região do Parque Botânico de São Luís abrange diferentes espécies da fauna e flora brasileira, entre elas destacam-se:
Fauna
- Macaco-prego
- Macaco-capijuba
- Gato-maracajá
- Jaguatirica
- Bicho-preguiça
- Cutia
- Tatu-peba
- Raposa
- Paca

Aves
- Beija-flor-vermelho
- Beija-flor-violeta
- Papagaio maracanã-do-buriti

Flora
- Copaíba
- Pequiá
- Fava-rosca
- Juçareiras
- Buritizeiros
- Palmeiras

Vegetação
- Mogno
- Pau-marfim
- Sumaúma
- Cedro
- Andiroba

## Desenvolvimento
Além das palestras e atividades que visam colaborar no desenvolvimento da região, a manutenção do parque engloba uma mão-de-obra 100% maranhense, sendo 60% desses profissionais moradores da região de Itaqui-Bacanga.

## Visitação
O Parque Botânico Vale em São Luís possui viveiro de mudas, três trilhas de interpretação da natureza e três módulos temáticos retratando os ecossistemas do Maranhão. O parque também oferece anfiteatro, espaço Vale, espaço de educação ambiental, lanchonete, quatro salas de aula, auditório, salão de exposições e uma ecoteca com brinquedos ecológicos.
Visitação de terça a domingo, das 9h às 17h.

Informações e agendamentos: (98) 3218-6245.